# Earl King
Earl Silas Johnson IV, noto come Earl King (New Orleans, 7 febbraio 1934 – 17 aprile 2003), è stato un cantante e chitarrista statunitense.

## Discografia parziale
- 1977 – That Good Old New New Orleans Rock 'n Roll (Sonet)
- 1982 – Street Parade (Charly, registrato nel 1972)
- 1986 – Glazed (Black Top; con Roomful of Blues)
- 1990 – Sexual Telepathy (Black Top)
- 1993 – Hard River to Cross (Black Top)